# 蛍光比例計数管
蛍光比例計数管（けいこうひれいけいすうかん）とは、X線が特定の物質に吸収・再放射される原理を用いて、X線の強度を測定するX線測光計のこと。

## 概要
文部省宇宙科学研究所（現：宇宙航空研究開発機構宇宙科学本部）で打ち上げた、科学衛星「てんま」用に開発した、X線の測定装置。位置検出型に発展させた位置検出型蛍光比例計数管が「あすか」衛星に搭載された。
本装置開発の最大の目的は、X線が発生する方向だけではなく、X線自体のエネルギーを測定することを主眼に開発を行った。「てんま」以前のX線衛星は比例計数管を使用していた。エネルギー分解能の向上のため蛍光比例計数管が開発された。

## 基本
比例計数管は光電吸収によって作られた一次電子群を電子増幅するが、蛍光比例計数管では電子増幅はしない。その代わりに強い電場によりガスを励起させ、蛍光を放出させ、それを光電子増倍管などで検出する。電子増幅を行わないために、エネルギー分解能が向上する。位置検出型の光電子増倍管を使用すれば、位置検出が可能になる。X線天文衛星の場合さらにX線ミラーを組み合わせれば撮像が可能となる（あすか衛星）。